# Sakay
Sakay is een plaats en commune in het zuiden van Madagaskar, behorend tot het district Ikalamavony, dat gelegen is in de regio Haute Matsiatra. Tijdens een volkstelling in 2001 telde de plaats 11.000 inwoners.
- Système universitaire de documentation: 092627293
- Virtual International Authority File: 165148574294924430009